# Carsten Dethlefsen
Carsten Dethlefsen (ur. 18 stycznia 1969 w Hamburgu) – duński piłkarz, grający na pozycji obrońcy.

## Kariera
Grał w juniorach Aabenraa oraz w seniorskim zespole Haderslev. W 1992 roku przeszedł do OB, a rok później zdobył z tym klubem Puchar Danii. W 1994 roku zadebiutował w reprezentacji przeciwko zespołowi Anglii, stając się tym samym pierwszym czarnoskórym reprezentantem Danii. W OB grał do 1998 roku, rozgrywając 130 meczów ligowych. Następnie został zawodnikiem Viborg FF. W 1999 roku zakończył karierę z powodu kontuzji.

## Statystyki ligowe
| Sezon     | Klub      | Liga        | Mecze | Gole |
| --------- | --------- | ----------- | ----- | ---- |
| 1992/1993 | Odense BK | Superligaen | 23    | 0    |
| 1993/1994 | Odense BK | Superligaen | 22    | 1    |
| 1994/1995 | Odense BK | Superligaen | 24    | 0    |
| 1995/1996 | Odense BK | Superligaen | 20    | 0    |
| 1996/1997 | Odense BK | Superligaen | 20    | 0    |
| 1997/1998 | Odense BK | Superligaen | 21    | 0    |
| 1998/1999 | Viborg FF | Superligaen | 22    | 0    |